# Ephesia vilpiana
Ephesia vilpiana là một loài bướm đêm trong họ Noctuidae.